# Coluche
Coluche, nome artístico de Michel Gérard Joseph Colucci (Paris, 28 de outubro de 1944 - 19 de junho de 1986), foi um ator  e comediante francês.

## Biografía
A família dele veio de Casalvieri em Província de Frosinone. Com 26 anos, trocou seu sobrenome em Coluche, e começou declamar suas piadas contra os politicos e o Governo.
Em 30 de outubro de 1980, anuncio de candidadatar-se à Presidencia de Repùblica, para enfrentar a pobreza e os escándalos, mas foi ameaçado e desistiu.

### Restos du cœur
Em 1985 fundou os Restos du cœur (Restaurantes do coração), uma Associação que recolhia comida e roupas para os pobres e sem casa. Junto com o Abbé Pierre proclamou este lema, de Jacques Brel: N'étaient pas du même bord, mais cherchaient le même port ("Não eram da mesma beira, mas procuravam o mesmo porto").

### A morte
Faleceu tragicamente em 1986, por acidente de motocicleta no caminho entre Cannes e Opio. Sua morte inspirou o album Putain de camion, do amigo musico Renaud.

## Filmografía parcial

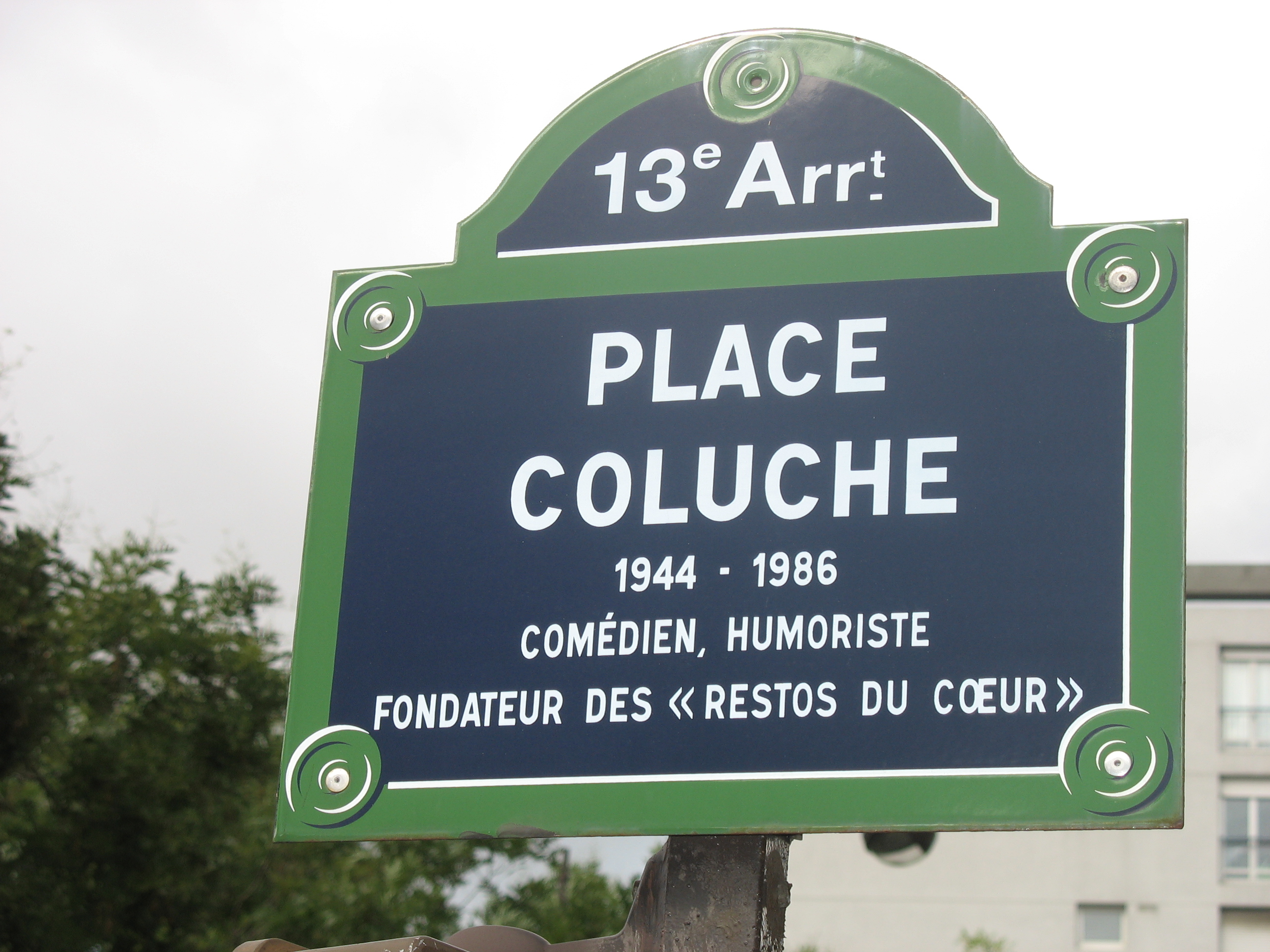
Praça Coluche, em Paris

- Le Pistonné, direção de Claude Berri (1970)
- Peau d'âne, direção de Jacques Demy (1970)
- Madame, êtes-vous libre?, direção de Jean-Paul Le Chanois (Série TV, 1971)
- Laisse aller, c'est une valse, direção de Georges Lautner (1971)
- Elle court, elle court la banlieue, direção de Gérard Pirès (1973)
- L'An 01, direção de Jacques Doillon (1973)
- Themroc, direção de Claude Faraldo (1973)
- Le Grand Bazar, direção de Claude Zidi (1973)
- Alex, episódio da série TV La Ligne de démarcation, direção de Jacques Ertaud (1973)
- Salavin, direção de  André Michel (TV, 1975)
- La cloche tibétaine, direção de Serge Friedman e Michel Wyn (Miniserie TV, 1975)
- Les Vécés étaient fermés de l'intérieur, direção de Patrice Leconte (1976)
- L'aile ou la cuisse, direção de Claude Zidi (1976)
- Drôles de zèbres, direção de Guy Lux (1977)
- Vous n'aurez pas l'Alsace et la Lorraine, direção de Coluche e Marc Monnet (1977)
- Inspecteur la Bavure, direção de Claude Zidi (1980)
- Signé Furax, direção de Marc Simenon (1981)
- Le maître d'école, direção de  Claude Berri (1981)
- Elle voit des nains partout!, direção de Jean-Claude Sussfield (1982)
- Deux heures moins le quart avant Jésus-Christ, direção de Jean Yanne (1982)
- Banzai, direção de Claude Zidi (1983)
- La Femme de mon pote, direção de Bertrand Blier (1983)
- Tchao pantin, direção de Claude Berri (1983)
- Dagobert, direção de Dino Risi (1984)
- La Vengeance du serpent à plumes, direção de Gérard Oury (1984)
- Les Rois du gag, direção de Claude Zidi (1985)
- Sac de noeuds, direção de Josiane Balasko (1985)
- Scemo di guerra, direção de Dino Risi (1985), com Beppe Grillo
- Coluche 1-faux, direção de Coluche (1999)

## Prémios
- 1984: Prémio César de melhor ator por Tchao Pantin